# Zostera muelleri
Zostera muelleri là một loài thực vật có hoa trong họ Zosteraceae. Loài này được Irmisch ex Asch. miêu tả khoa học đầu tiên năm 1867.